# Ondřej Lípa
Ondřej Lípa (* 5. dubna 1981, Praha) je český sportovní komentátor a moderátor, fotbalový funkcionář a trenér, manažer a podnikatel. 

## Život
Narodil se v roce 1981 v Praze rodičům, kteří byli vrcholovými sportovci. Matka Blanka hrála volejbal a otec Jiří byl hokejista, později mezinárodní hokejový rozhodčí.
Ondřej vystudoval sportovní gymnázium Přípotoční, a poté Diplomacii a PR na Vysoké škole mezinárodních vztahů. Během studií se věnoval hudbě, ale také řadě sportů počínaje karate, basketbalem, atletikou a v žákovském věku se zaměřil na fotbal, přičemž dlouhou dobu hrál za Duklu Praha. V období přechodu do mužské kategorie ho angažovala třetiligová Sparta Krč. Současně se studiem a fotbalovou kariérou měl možnost začít pracovat v České televizi. Přednost dal nakonec škole a práci v ČT, zatímco fotbalovou kariéru postupně udržoval v divizních týmech Vyšehradu a Blšan. Prosadil se současně i do reprezentace ČR v plážovém fotbalu. 
Od roku 2000 pracoval trvale v redakci sportu České televize, tedy od svých 19 let, v roce 2007 se stal jejím stálým zaměstnancem v pozici redaktor – komentátor. Získával zkušenosti na desítkách sportovních akcí včetně účastí na fotbalové Champions League, Olympijských hrách v Pekingu 2008 a Londýně 2012, a také MS ve fotbale 2010 v JAR. 
V roce 2013 odešel po 13 letech z ČT do funkce ředitele komunikace FAČR a tiskového mluvčího reprezentace ČR. V roce 2015 byl šéfem komunikace ME ve fotbale do 21 let a následně se s národním týmem zúčastnil ME 2016 ve Francii. Po sporech s místopředsedou asociace Berbrem se následně začal věnovat metodice a podpoře rozvoje v roli projektového manažera talentované mládeže.
Společně s dalšími členy Sportovně - technického oddělení spolupracoval na realizaci projektu Regionálních fotbalových akademií, které měly výrazný přesah do krajů a okresů v rámci ČR. Vliv kolektivu, rozvíjejícímu talentovanou mládež, ale rostl a poté, co se skupina těchto odborníků postavila na odpor vedení FAČR, odešel z asociace společně s dalšími kolegy.
Od 1. ledna do 30. června 2019 působil jako ředitel komunikace v klubu FC Viktoria Plzeň a posléze spolupracoval na spuštění sportovní redakce CNN Prima News.
Během roku 2019 se podílel na rozvoji celorepublikového programu Trenéři ve škole, který od roku 2023 také vede společně s Antonínem Barákem starším. Program Trenéři ve škole má za cíl kompenzovat nedostatek pohybové aktivity dětí především v mladším školním věku, kdy se ještě významně buduje vztah k pohybové aktivitě a tím dochází ke správnému fyzickému i duševnímu vývoji dětí.  
Od roku 2022 současně působí jako stálý komentátor anglické Premierleague na stanici Canal+ Sport. 
Ondřej je příznivcem automobilové značky Volvo, založil značku Volvista.cz a kromě automobilového průmyslu podniká i v oblasti realit a cestovního ruchu. Současně se svými kolegy pokračuje ve vzdělávacích a osvětových seminářích pro trenéry, učitele a rodiče.  
Mluví anglicky a španělsky, aktivně se věnuje vysokohorské turistice a téměř všem zimním i letním sportům, zajímá se také o fyzioterapii a další formy vzdělávání. 